# Seenotrettungsstation Gelting
Die Seenotrettungsstation Gelting wird durch Freiwillige der Deutschen Gesellschaft zur Rettung Schiffbrüchiger (DGzRS) aus Gelting und Umgebung besetzt. In ständiger Rufbereitschaft besetzen die Seenotretter innerhalb von zehn Minuten das Seenotrettungsboot, das im kleinen Sportboothafen Gelting-Mole vertäut ist. Im Regelfall erfolgt die Alarmierung durch die Zentrale der DGzRS in Bremen, wo die Rettungsleitstelle See (MRCC Bremen) ständig alle Alarmierungswege für die Seenotrettung überwacht.

## Geschichte und Revier
Die relativ junge Station wurde erst 1981 gegründet und mit dem 7-Meter-Boot GESINA ausgerüstet, das von der Seenotrettungsstation Horumersiel an die Mole verlegt wurde. Die Mole ist ein Relikt einer Fährverbindung nach Faaborg auf der dänischen Insel Fünen, die bis 1999 betrieben wurde. Der Zuständigkeitsbereich ist die Geltinger Bucht am Übergang der Flensburger Förde in die Ostsee. Dort liegt vor der Halbinsel Geltinger Birk die Untiefe mit dem Leuchtturm Kalkgrund, wo sich Boote festfahren können. Neben solchen Schleppeinsätzen erfordern Notlagen von Fischern, Anglern und Wassersportlern die Unterstützung der Retter. Bisweilen müssen auch abgetriebene Badende vor den ausgedehnten Stränden der Geltinger Bucht aufgefischt werden. Dabei erfolgt eine enge Zusammenarbeit mit den Rettungskräften der Feuerwehr und der DLRG-Wachstation in Norgaardholz.
Zwölf Jahre nach Gründung kam 1993 mit der JENS FÜERSCHIPP ein neues SRB der 8,5-Meter-Klasse zur Station Gelting.
Bei größeren Such- und Hilfseinsätzen im Seegebiet erfolgt gegenseitige Unterstützung durch die Nachbarstationen:
- Boot der Seenotrettungsstation Langballigau
- Boot der Seenotrettungsstation Maasholm
- Kreuzer der Seenotrettungsstation Olpenitz

## Aktuelle Rettungseinheit
Seit Juni 2018 liegt das Seenotrettungsboot URSULA DETTMANN (SRB 71) der 10,1-Meter-Klasse auf der Station. Dieses Boot der 3. Generation mit vollständig geschlossenem Steuerhaus war auf der Werft Tamsen Maritim gebaut worden und besitzt einen 380-PS-Dieselmotor. Dadurch hat das Boot eine hohe Schleppkraft und kann mit bis zu 18 Knoten schnell die Orte im Revier erreichen.

## Historie der stationierten Rettungseinheiten

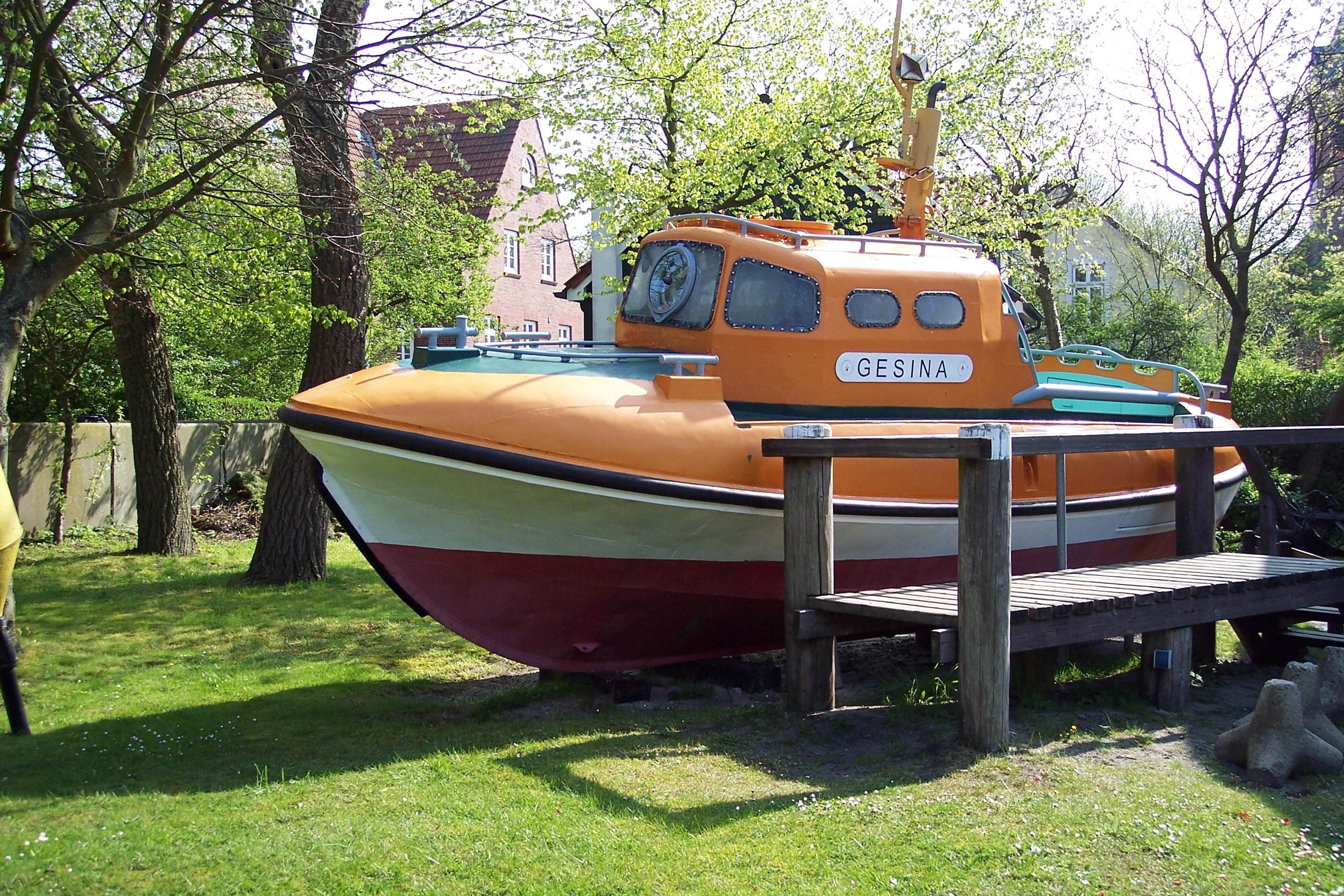
SRB GESINA – heute Museumsboot auf Wangerooge
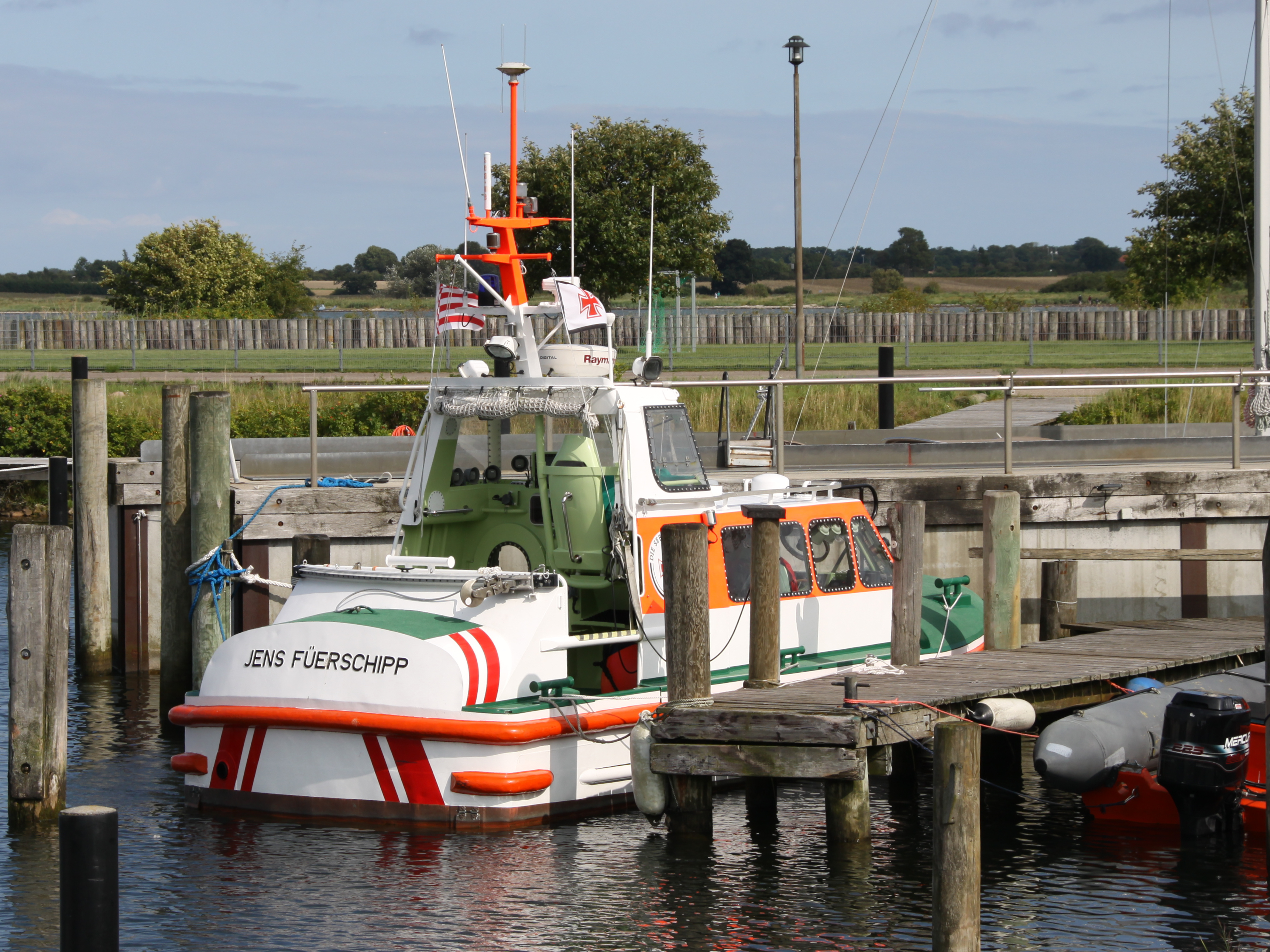
SRB JENS FÜERSCHIPP in Gelting

| Stationierung von Seenotrettungsbooten |                 |          |                   |                            |         |                 |                              |
| Zeitraum                               | Schiffsname     | Reg.-Nr. | Länge oder Klasse | Anz. Motoren ges. Leistung | Geschw. | vorige Station  | Verlegung nach oder Verbleib |
| 1981 → 1993                            | GESINA          | KRST 19  | 7-m-Klasse (1971) | 1 → 54 PS                  | 10,0 kn | von Horumersiel | ausgemustert → Museum        |
| 1993 → 2018                            | JENS FÜERSCHIPP | SRB 42   | 8,5-m-Klasse      | 1 → 220 PS                 | 18,0 kn | Neubau          | ausgemustert                 |
| seit 2018                              | URSULA DETTMANN | SRB 71   | 10,1-m-Klasse     | 1 → 380 PS                 | 18,0 kn | Neubau          | auf Station                  |